# Brontotherium
Brontotherium ist eine Bezeichnung für eine ursprünglich als eigenständig beschriebene Gattung ausgestorbener Säugetiere, die den Brontotheriidae (Brontotherien) aus dem Paläogen Nordamerikas zugewiesen wurde, einer Familie, die innerhalb der Unpaarhufer nahe mit den heutigen Pferden verwandt ist. Die Gültigkeit der Gattung wird weitgehend angezweifelt (nomen dubium), da zahlreiche Autoren diese heute zu Megacerops stellen. Der Name Brontotherium wurde 1873 von Othniel Charles Marsh eingeführt und bezog sich auf drei, durch Skelettfunde nachgewiesene Individuen aus dem Naturkundlichen Museum der Yale University. Diese waren ursprünglich als Titanotherium klassifiziert worden, einem ebenfalls ungültigen Taxon der Brontotherien (letzterer Gattungsname geht wiederum auf Joseph Leidy aus dem Jahr 1852 zurück, der aufgrund der enormen Größe eines Fossils, welches mit dem Pferdeverwandten Palaeotherium assoziiert worden war, vorschlug, dieses in Titanotherium umzubenennen.).
Die Bezeichnung Brontotherium wurde lange geführt und stand Pate für die gesamte Familie (ursprünglich Titanotheriidae). Im Jahr 1989 gliederte der Paläontologe Bryn J. Mader die ihr zugewiesenen Fossilien neben weiteren (so unter anderem Titanops und Titanotherium) in die Gattung Megacerops ein, welche Joseph Leidy bereits 1870 und somit drei Jahre vor Brontotherium etabliert hatte. Im Jahr 2004 vereinigte Matthew C. Mihlbachler weitere Synonymgattungen wie Brontops und Menops unter der gleichen Bezeichnung. Megacerops zeichnete sich durch einen massigen, den heutigen Nashörnern vergleichbaren Körperbau aus und wies eine Schulterhöhe von 2,5 m auf, womit es einer der größten Angehörigen der Brontotherien überhaupt war. Weiterhin kennzeichneten es vier Zehen an den Vorderfüßen und drei Zehen an den Hinterfüßen und eine paarige Hornbildung auf der Schnauze. Die Hörner bestanden jedoch nicht aus Hornsubstanz oder Keratin wie bei vergleichbaren Bildungen heutiger Huftiere, sondern aus Knochen, die variable Gestaltung der Hörner, die ursprünglich zu den einzelnen Gattungsbeschreibungen führte, ist nach Ansicht Mihlbachlers einem Sexualdimorphismus innerhalb von Megacerops zuzuschreiben.